# 果園駅
果園駅（かえん-えき）は中華人民共和国北京市通州区に位置する北京地下鉄八通線の駅。駅番号はBT09。

## 駅構造

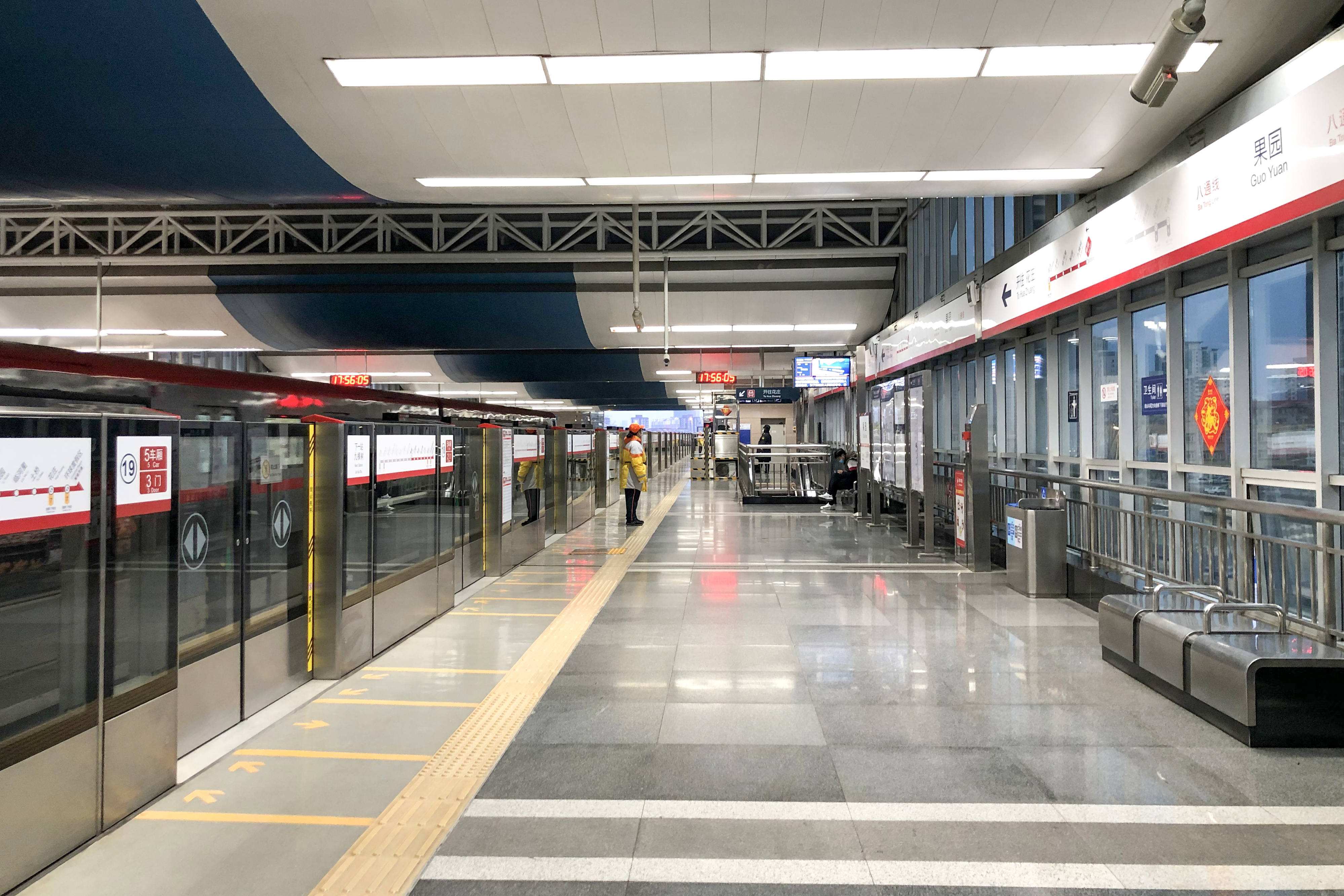
ホーム

相対式ホーム2面2線の高架駅。

## 駅周辺
- 万豪投資有限公司
- 潞河中学
- 新華聯家園

## 歴史
- 2003年12月27日 - 開業。

## 隣の駅
■北京地下鉄八通線
通州北苑駅 (BT08) - 果園駅 (BT09) - 九棵樹駅 (BT10)